# 280-я бомбардировочная авиационная дивизия
280-я бомбардировочная авиационная дивизия  (280-я бад) — соединение Военно-Воздушных сил (ВВС) Вооружённых Сил РККА бомбардировочной авиации, принимавшее участие в боевых действиях Великой Отечественной войны.

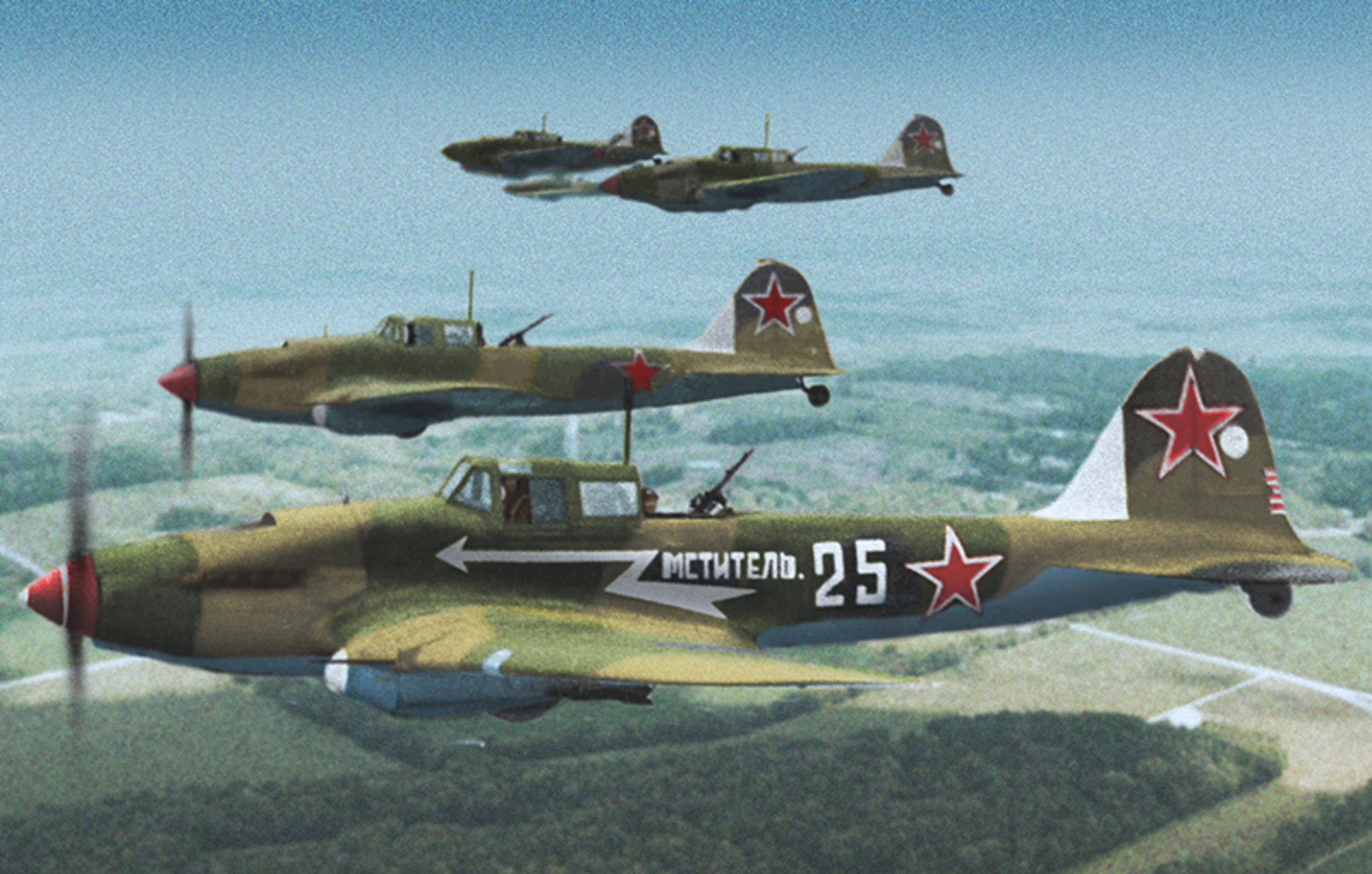
Несмотря на то, что дивизия была бомбардировочной. в её состав входили полки, вооруженные самолётами Ил-2. На снимке самолёты Ил-2М3. 1945 год.

## Наименования дивизии
- 1-я ударная авиационная группа;
- 280-я бомбардировочная авиационная дивизия[1];
- 280-я смешанная авиационная дивизия[1];
- 280-я смешанная авиационная Островская дивизия[1];
- 280-я штурмовая авиационная Островская дивизия[1];
- Войсковая часть (Полевая почта) 49743[1].

## История и боевой путь дивизии
Дивизия сформирована 12 августа 1942 года Приказом НКО № 00151 от 27 июля 1942 года на базе управления 1-й ударной авиационной группы, командиром дивизии назначен командир группы полковник Н. Н. Буянский. Дивизия в составе 14-й воздушной армии Волховского фронта с августа 1942 года участвует в Синявинской операции. За период боевых действий на Волховском фронте с августа 1942 года по июль 1943 года дивизия уничтожила 89 самолётов противника на его аэродромах и 152 самолёта в воздушных боях.
В январе 1943 года дивизия участвовала в прорыве блокады Ленинграда, а в июле и августе 1943 года полки дивизии поддерживали соединения и части 8-й армии в ходе Мгинской операции. 13 января 1944 года 280-я бомбардировочная авиационная дивизия преобразована в 280-ю смешанную авиационную дивизию.
В составе действующей армии дивизия находилась с 15 августа 1942 года по 13 января 1944 года.

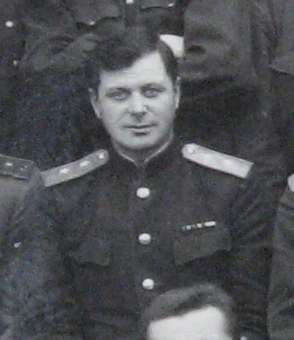
Командир дивизии Н.Буянский,
1944 год.

## Командир дивизии
- полковник, генерал-майор авиации (с 30 апреля 1943 года) Буянский Николай Николаевич, с 12 августа 1942 года по 29 июня 1943 года. Назначен на должность командира 8-го авиационного корпуса дальнего действия[2].
- полковник Пушкарёв Фёдор Степанович, с 30 июня по 13 декабря 1943 года[2].
- подполковник Подмогильный Пётр Михаилович — с 14 декабря 1943 года по 13 января 1944 года. Назначен на должность командира 280-й смешанной авиационной дивизии[2].

## В составе объединений
| Дата          | Фронт (округ)    | Армия                | Примечания |
| ------------- | ---------------- | -------------------- | ---------- |
| 12.08.1942 г. | Волховский фронт | ВВС фронта           | -          |
| 15.08.1942 г. | Волховский фронт | 14-я воздушная армия | -          |
| 13.01.1944 г. | Волховский фронт | 14-я воздушная армия | -          |

## Части и отдельные подразделения дивизии
За весь период своего существования боевой состав дивизии претерпевал изменения:
| Период                  | Наименование                                       | Вооружение                                                           |
| ----------------------- | -------------------------------------------------- | -------------------------------------------------------------------- |
| 12.08.1942 — 04.04.1943 | 35-й бомбардировочный авиационный полк             | Пе-2                                                                 |
| 12.08.1942 — 22.10.1942 | 175-й скоростной бомбардировочный авиационный полк | Ил-2, переформирован в штурмовой полк                                |
| 12.08.1942 — 26.02.1943 | 815-й дальнебомбардировочный авиационный полк      | ДБ-3, Ил-4, убыл в состав 304-й бомбардировочной авиационной дивизии |
| 12.08.1942 — 22.09.1942 | 823-й дальнебомбардировочный авиационный полк      | ДБ-3, Ил-4, расформирован                                            |
| 07.09.1942 — 13.01.1944 | 4-й гвардейский бомбардировочный авиационный полк  | ДБ-3, Ил-4, вошел в состав 280-й сад                                 |
| 10.01.1944 — 13.01.1944 | 606-й штурмовой авиационный полк                   | Ил-2, вошел в состав 280-й сад                                       |

## Участие в операциях и битвах

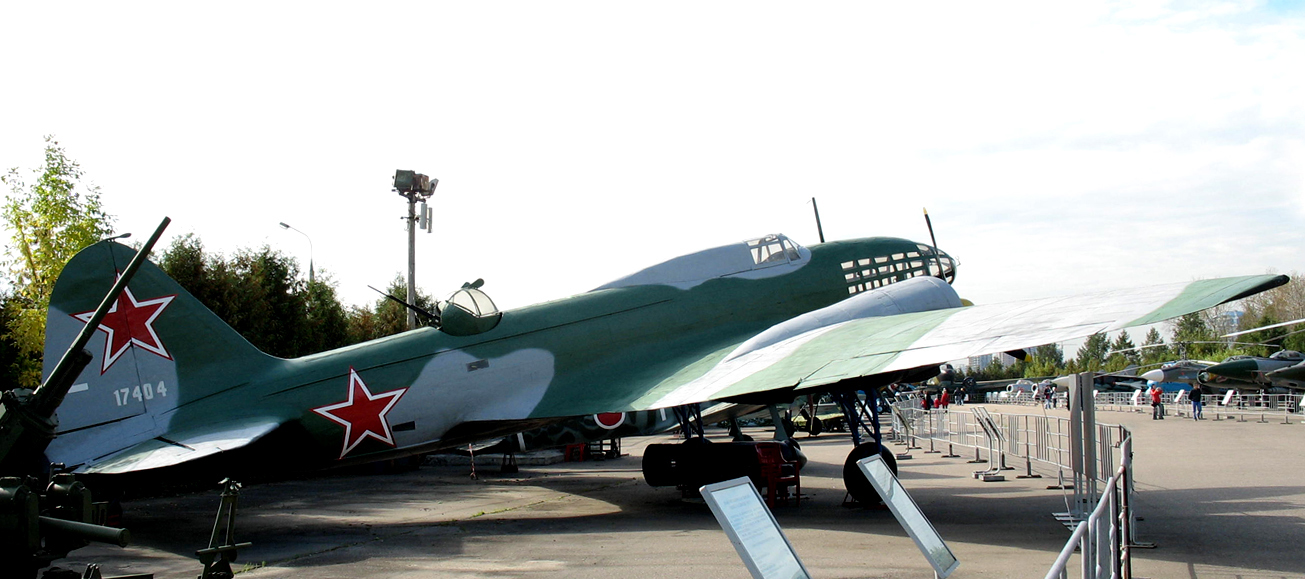
Самолет Ил-4 (ДБ-3) стоял на вооружении трех полков дивизии. На снимке экземпляр самолёта Ил-4, совершивший вынужденную посадку в районе села Муравейка Анучинского района Приморского края. Самолёт найден группой военно-спортивного клуба «Поиск». Восстановлен авиационно-реставрационной группой под руководством О. Ю. Лейко. Передан Центральному музею ВОВ (Москва) в августе 2004 года.

- Синявинская операция (1942) — с 19 августа 1942 года по 10 октября 1942 года.
- Прорыв блокады Ленинграда — с 12 января 1943 года по 30 января 1943 года.
- Мгинская операция — с 22 июля 1943 года по 22 августа 1943 года.